# Acostasaurus pavachoquensis
Acostasaurus pavachoquensis (лат.) — вид плезиозавров из семейства плиозаврид (Pliosauridae), возможно, в составе клады Thalassophonea, единственный в роде Acostasaurus. Известен по ископаемым остаткам из нижнемеловых (барремских) отложений формации Паха в Колумбии.

## Описание

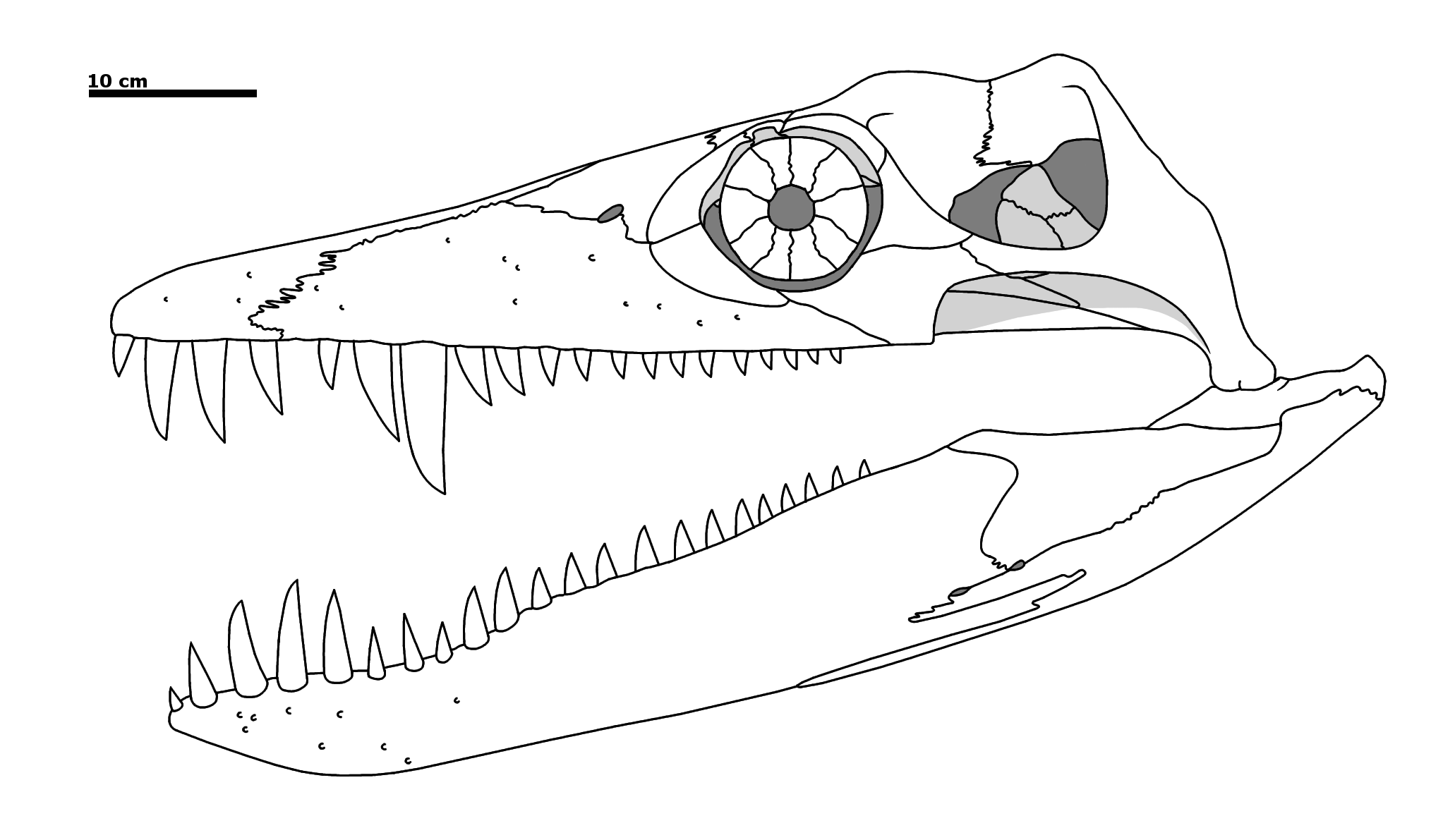
Реконструкция черепа Acostasaurus

Голотип UNDG R-1000 представлен почти полным черепом и элементами посткраниального скелета, включая целую заднюю конечность и позвонки. Предполагаемый размер животного превышал 4 м в длину.
Типовой экземпляр примечателен тем, что обладает несколькими особенностями, характерными для неполовозрелой особи: сагиттальный гребень не полностью окостеневший, нёбные отростки недоразвиты. Тем не менее, многие предположительно молодые особи плезиозавров, в том числе плиозаврид, могут быть взрослыми особями с педоморфными чертами.
Глазницы большие, округлые и с глубокими зазубринами вдоль верхнего края. Склеротикальное кольцо образца также очень большое, что позволяет предположить, что зрение Acostasaurus было приспособлено к тёмным или мутным водам.
Необычной особенностью Acostasaurus является короткий челюстной симфиз, содержащий всего 6 пар функциональных альвеол (5 и ½, если учитывать, что симфиз заканчивается на уровне середины шестой пары). Короткий и широкий симфиз — одна из особенностей, которая отличает Acostasaurus от других современных ему плиозавров, таких как различные Brachaucheninae из той же формации. К другим плиозавридам, обладающим этим признаком, относится юрский таксон Simolestes, у которого, как и у Acostasaururs, были большие глазницы и короткий симфиз. Авторы описания Acostasaurus (Гомес-Перес и др., 2017) отмечают, что основание функциональных альвеол у Acostasaurus сливается с каналом Меккеля, как и у Simolestes, и что у него также был утолщённый сагиттальный гребень, образующий теменную шишку, которая также встречается у Simolestes. 

## Классификация
Поскольку Brachaucheninae (группа в составе Thalassophonea) являются единственными плезиозаврами, известными из барремских отложений Колумбии, Гомес Перес и соавторы в своей статье сравнили Acostasaurus с различными таксонами Brachaucheninae. Однако авторы пришли к выводу, что отнесение этого рода к подсемейству проблематично: Acostasaurus обладает небольшой гетеродонтией, в то время как для Brachaucheninae характерна гомодонтия. Simolestes и другие менее развитые плиозавриды обладают строением зубов (особенно расположением), схожим с таковым у Acostasaurus.